# Nové Dvory (Příbrami járás)
Nové Dvory település Csehországban, a Příbrami járásban. Nové Dvory Slapy, Bojanovice, Velká Lečice, Korkyně, Nový Knín és Buš településekkel határos. Lakosainak száma 268 fő (2024. január 1.).

## Népesség
A település lakosságának változását az alábbi diagram mutatja:
| Lakosok száma | 361  | 453  | 408  | 285  | 192  | 191  | 259  | 261  | 269  | 268  |
|               | 1869 | 1890 | 1921 | 1950 | 1980 | 2001 | 2017 | 2019 | 2022 | 2024 |